# Ruta B del metro de Nova York
La Ruta B Sixth Avenue Express és un servei de ferrocarril metropolità subterrani del Metro de Nova York, als Estats Units d'Amèrica. La ruta B funciona només entre setmana aproximadament de 6:00 a 23:00. El servei habitual enllaça l'estació de 145th Street a Harlem amb Brighton Beach, a Brooklyn via Central Park West, al llarg de la línia de Brighton Line.
En hores punta l'estació terminal s'allarga pel nord fins a Bedford Park Boulevard, al Bronx. Circula de forma local al Bronx i al llarg de Central Park West, i exprés al llarg de la Sisena Avinguda i a Brooklyn.
La ruta B i la R són els dos únics serveis del Metro de Nova York que tenen dues o més estacions amb el mateix nom. En el cas de la ruta B hi ha dues estacions anomenades "Seventh Avenue", una a Brooklyn, exactament a l'Avinguda Flatbush i l'altra a Manhattan al Carrer 53.
A diferència d'altres metros, cada servei no correspon a una única línia, sinó que un servei pot circular per diverses línies de ferrocarril. El servei B utilitza les següents línies:
| Ruta B del Metro de Nova York | Línia                      | <<                            | >>                            | Vies      | Temps                                       |
| ----------------------------- | -------------------------- | ----------------------------- | ----------------------------- | --------- | ------------------------------------------- |
| Ruta B del Metro de Nova York | Concourse Line             | sud de Bedford Park Boulevard | sud de Bedford Park Boulevard | local     | entre setmana (hora punta)                  |
| Ruta B del Metro de Nova York | Eighth Avenue Line         | 145th Street                  | 59th Street-Columbus Circle   | local     | entre setmana (hora punta, migidia i tarda) |
| Ruta B del Metro de Nova York | Sixth Avenue Line          | 59th Street                   | Broadway-Lafayette Street     | exprés    | entre setmana (hora punta, migidia i tarda) |
| Ruta B del Metro de Nova York | Chrystie Street Connection | tota la línia                 | tota la línia                 | exprés    | entre setmana (hora punta, migidia i tarda) |
| Ruta B del Metro de Nova York | Manhattan Bridge           |                               |                               | vies nord | entre setmana (hora punta, migidia i tarda) |
| Ruta B del Metro de Nova York | Brighton Line              | nord de Brighton Beach        | nord de Brighton Beach        | exprés    | entre setmana (hora punta, migidia i tarda) |